# Tolna (město)
Tolna (německy Tolnau, někdy historicky slovensky Tolňa) je okresní město v župě Tolna v Maďarsku. Ve městě žije 10 987 obyvatel. 

## Popis, poloha
Město leží v nadmořské výšce 92 - 98 m přímo u slepého ramena Dunaje zvaného Tolnaj-Duna. Rozloha území je 71,08 km². Nachází se asi 130 kilometrů jižně od Budapešti a od župního města Szekszárdu je vzdáleno zhruba 10 km. Poblíž se také nachází město Paks s jadernou elektrárnou. Město se skládá ze čtvrti Tolna a Mözs. Druhý uvedený kdysi býval samostatnou obcí.

## Historie
První zmínka o obci se objevuje v zakládací listině opatství Tihany v roce 1055.

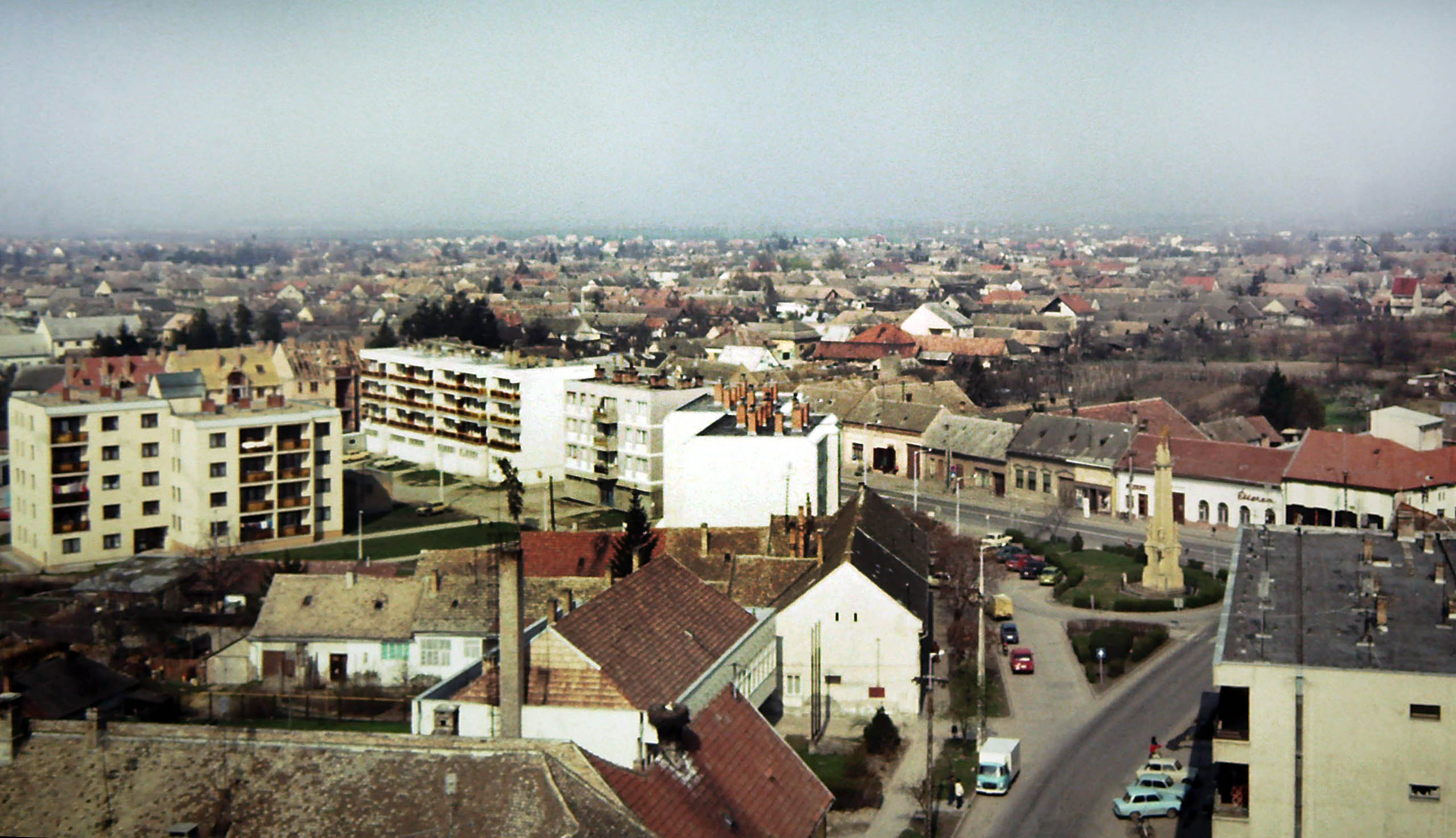
Pohled na město v roce 1991.

Již za vlády krále Štěpána zde byl postaven pravděpodobně hliněný hrad. Až do konce 15. století byl známý pod názvem Tolnavár. Název odkazoval na přítomnost pevnosti. V druhé polovině 15. století byla osada již městem s tržními právy a konaly se zde zasedání župního sněmu. Pravděpodobně se tam usadil i paulánský řád, který měl pravděpodobně i svoji školu. Král Ladislav V.[zdroj?] udělil městu jeho tehdejší znak. Pohromou pro rozvíjející se sídlo se nicméně stal turecký vpád do Uher. 
Král Ludvík Jagellonský se odsud vydal bojovat do bitvy u Moháče.
Na konci 16. století a na počátku 17. století bylo město opakovaně napadeno Turky a zničeno. Obyvatelé uprchli a město bylo nějakou dobu opuštěné. Během několika desítek let turecké okupace Uher se nicméně vzpamatovalo a dle záznamů cestopisců zde žilo až osm tisíc lidí. Nejednalo se pouze o Maďary; přišli sem také příslušníci porobených národů Osmanské říše, např. pravoslavní Srbové Až v závěru turecké okupace došlo k dalšímu drancování a lidé se opět rozutekli. V roce 1696 žilo ve městě jen asi třicet rodin. Poté se začalo postupně rozvíjet, ale v roce 1745 jej opět zničila pohroma, tentokrát požár. Další oheň měl velké následky i v roce 1844, kdy bylo sežehnuto 160 domů, zámek a sklad tabáku. 
Pak už se město znovu začalo rozrůstat. Mělo dokonce i přístav na Dunaji. Řeka v této oblasti měla velké meandry. Když se v 19. století prováděla regulace Dunaje, bylo sice město uchráněno před častými povodněmi ale přišlo o přístav, protože se ocitlo na slepém ramenu řeky. Meandr byl zkrácen, což je dobře patrné např. na mapách druhého vojenského mapování z konce 19. století. Původní lužní lesy na druhé straně Dunaje byly vykáceny, močály vysušeny a plocha přeměněna na úrodnou půdu. I když bylo slepé rameno Dunaje přemostěno, na druhou stranu se Tolna nerozšířila.
V letech 1900 až 1971 se zde vyrábělo hedvábí, dnes je v prostorách hedvábky zřízeno muzeum. Vesnička Mözs byla k městu připojena v roce 1989.

## Doprava
Při severním okraji města prochází hlavní silnice č. 6 a u západního okraje prochází dálnice M6. K městu slouží dva výjezdy z dálnice. Ve čtvrti Mözs je stanice na železniční trati (Tolna-Mözs).

## Sport a rekreace
V Tolně se nachází lázně.

## Partnerská města
- Bodegraven, Holandsko
- Odorheiu Secuiesc, Rumunsko
- Stutensee, Bádensko-Württembersko, Německo

## Zajímavosti
Ve městě se nachází modrotisku s textilní dílnou (maďarsky Kékfestő műhely).
V samotném středu Tolny stojí Festeticscův zámek. 
Nejméně čtyři kostely zde byly postavené v letech 1790 až 1822.